# اختطاف الدبلوماسيين الإيرانيين (1982)
اختطاف الدبلوماسيين إلايرانيين هو حادث اختطاف مصور إيراني وثلاثة دبلوماسيين إيرانيين أثناء الغزو الإسرائيلي للبنان ومن المحتمل انهم قتلو. الدبلوماسيين المفقودين هم أحمد متوسليان وسيد محسن موسوي وتقي راستيجار مقدم وكاظم أخوان.وقد اتهمت إيران إسرائيل بعملية الخطف.وقد اتهمت إسرائيل أحد الأحزاب اللبنانية المسلحة وقتلهم بعد وقت قصير من اختطافهم ودفنهم في موقع بناء.
ذهبت مجموعة دبلوماسية رفيعة من القادة السياسيين والعسكريين الإيرانيين إلى سوريا أثناء الغزو وفي يوم 5 يوليو عام 1982، عندما كانت السيارة تنقل الدبلوماسيين الأربع وكانت تمر من خلال نقاط التفتيش في طريقها إلى بيروت، تم اعتراضها من قبل حزب الكتائب. السيارة وأربعة ركابها، قد اختفت تماما.
وتتهم إيران إسرائیل من أجل اختطاف دبلوماسییها وتحميلهم في السجون الإسرائيلية والتستر علی مصيرهم.
قالت إسرائيل أنها ليست على علم مصير الدبلوماسيين. ودعت إيران اللجنة الدولية للصليب الأحمر (ICRC) للتحقيق في أماكن وجودهم. بعد ثلاثة عقود على الحادث، لا يزال مصير الدبلوماسيين المفقودین لغزا، ويستمر البحث عنهم. ویفترض أن یکون الدبلوماسیین المفقودین قد أعدموا من قبل الکتائب بعد وقت قصیر من اختطافهم.

## مهمة متوسليان والدبلوماسيين في لبنان

أحمد متوسليان

بعد تحرير المحمرة، عرف متوسلیان أن إسرائيل قد اجتاحت لبنان. في يونيو 1982، إنه ذهب إلى الحدود اللبنانية-السورية، کرئيس وحدة الكوماندوز، ولكن تم إعادة الوحدة إلى إيران من قبل السلطات السورية لكن توقف متوسلیان لحماية السفارة الإيرانية من الإسرائيليين وحزب الكتائب. وفي 5 يوليو 1982، عندما كانت السيارة تنقل الدبلوماسيين كانت تمر من خلال نقاط التفتيش في طريقها إلى بيروت، تم اعتراضها من قبل حزب الكتائب، واختفت السيارة وأربعة ركابها، على الرغم من الحصانة الدبلوماسية وأنهم كانوا يستخدمون وسيلة رسمية للدولة. للمرة الأخيرة، رأی الدبلوماسيين الإيرانيين في بربرة عند نقطة التفتيش التي تسيطر عليها إيلي حبيقة. ثم تم اختطافهم من قبل حزب الكتائب. الدبلوماسيون المفقودون هم متوسلیان، الملحق العسكري ورئيس القوات الخاصة من إيفاد يونيو، سيد محسن موسوي، القائم بأعمال السفارة الإيرانية في بيروت، وتقي راستيجار مقدم، فني السفارة، بالإضافة إلى كاظم اخوان، وهو صحفي لوكالة أنباء الجمهورية الإسلامية.

## جهات النظر حول الحادثة
قال سمير جعجع بعد ثماني سنوات: "إنهم تعرضوا للقتل بناء على أوامر من رئيس المخابرات للمجموعة إيلي حبيقة. وفقا لتقرير إسرائيلي، هؤلاء الرجال قتلوا علی ید القوات اللبنانية. ادعت إسرائيل في بيان في عام 2010 أن الدبلوماسيين لم تستسلموا لإسرائيل أبدا. في مکان آخر، في استجابة لطلب من حزب الله لبنان، فإنه ادعى أن هؤلاء الأربعة لقوا حتفهم. ولكن اتهمت ايران إسرائيل من الخطف واحتجازهم في السجون الإسرائيلية والتستر علی مصيرهم. أيضا، إيران دعت اللجنة الدولية للصليب الأحمر (ICRC) لتوضيح مكان وجودهم. وقد ادعت إسرائيل أنها على بينة من مصير الدبلوماسيين، وأنهم اختطفوا من قبل جماعة مسلحة لبنانية وأعدموا بعد وقت قصير من اختطافهم. وكان يعتقد أنهم قد دفنوا في ورشة بناء تم طمسها بواسطة الأعمال الإنشائیة في وقت لاحق.
بعد ثلاثة عقود على الحادث، ومصير الدبلوماسيين المفقودين لا یزال بقي مقفّلا في مناظرة بين إيران وإسرائيل. وبغض النظر عن هذا الجدل، فقد افترض كثير من العلماء أنهم قد أعدموا بعد وقت قصير من اختطافهم من قبل الكتائب.

## التحقیقات
وقال وزير الخارجية اللبناني عدنان منصور، في لقاء مع عائلات الدبلوماسيين الإيرانيين المختطفين: "لقد أرسلت بيروت رسالتین رسمیتین للأمم المتحدة في العامين الماضيين تؤكد اختطاف المواطنين الإيرانيين على الأراضي اللبنانية، وقد سجلت هاتین الرسالتین بوصفها وثائق رسمية في الأمانة العامة للأمم المتحدة. وقد طلب من وزارة العدل اللبنانية أن تقدم تقريرا عن أحدث تحقيقات في هذه القضية، متعهدة بعدم ادخار أي جهد على الصعيدين الوطني والدولي على حد سواء لحل هذه المشكلة المؤلمة.
ونقلت وكالة أنباء فارس الإيرانية عن الرئيس الإيراني السابق، محمود أحمدي نجاد في خطابه لأمين عام الأمم المتحدة بان كي مون خلال لقاء في نيويورك: «وفيما يتعلق بالدبلوماسيين الإيرانيين الأربعة المختطفين، هناك وثائق تظهر أنهم على قيد الحياة وبين يدي الكيان الصهيوني». وأضاف:«كنا نتوقع الأمين العام للأمم المتحدة إلى اتخاذ إجراءات جادة لإطلاق سراحهم».

## انظر أیضا
- أحمد متوسليان
- تقي راستيجار مقدم